# Enargia mephisto
Enargia mephisto är en fjärilsart som beskrevs av John G. Franclemont 1939. Enargia mephisto ingår i släktet Enargia och familjen nattflyn. Inga underarter finns listade i Catalogue of Life.

## Bildgalleri

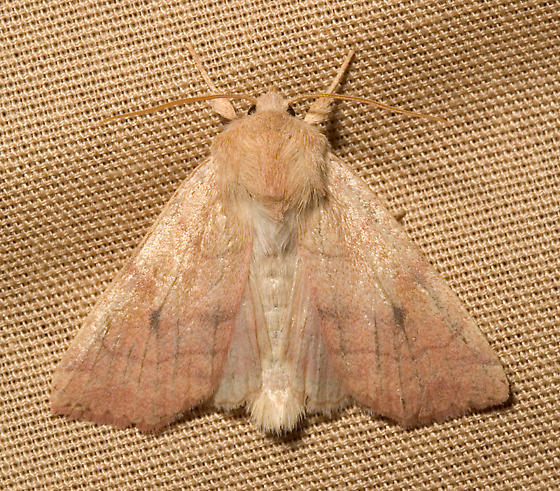